# Pierre Everaert
Pierre Everaert (Quaëdypre, 21 dicembre 1932 – Lilla, 26 maggio 1989) è stato un ciclista su strada e dirigente sportivo francese.
Professionista dal 1955 al 1966, vinse una Parigi-Bruxelles e una Parigi-Camembert. Dopo il ritiro diresse per due anni il team La Redoute-Motobécane affiancando Joseph Braeckevelt.

## Carriera
Corridore adatto alle corse in linea, vinse la Parigi-Bruxelles 1960 e la Parigi-Camembert 1965; salì inoltre sul podio di due importanti classiche delle Ardenne, la Freccia Vallone 1958 e la Liegi-Bastogne-Liegi 1960.
Nel 1959 fu quinto alla Parigi-Nizza-Roma, aggiudicandosi due tappe, e chiuse al quarto posto la Vuelta a España, vinta da Antonio Suárez, perdendo il podio per soli 44" a favore di Rik Van Looy. Nel 1963 vinse una frazione al Critérium du Dauphiné Libére.
Partecipò a otto edizioni consecutive del Tour de France, tentando varie volte di aggiudicarsi una frazione ma senza riuscirvi. Compagno di squadra di Jacques Anquetil nella Nazionale francese al Tour de France dal 1959 al 1961, lo accompagnò nel suo secondo trionfo alla Grande Boucle. Al Tour de France 1966 in maglia Ford France fu invece compagno di Lucien Aimar, vincitore di quell'edizione della corsa, ma non portò a termine la prova.
Tre furono le sue apparizioni al Giro d'Italia; salì anche sul podio di brevi corse a tappe del panorama francese, quali Quatre Jours de Dunkerque (secondo nel 1957 e 1965, terzo nel 1960) e Tour de Picardie (terzo nel 1958). Concluse la carriera da professionista nel 1966.

## Palmarès
- 1955 (Ryssel, una vittoria)

Circuit de la Vallée de l'Aa
- 1956 (Ryssel, due vittoria)

Circuit de la Vallée de l'Aa
Parigi-Douai
- 1957 (Saint Raphael, una vittoria)

2ª tappa Tour de Normandie (Le Tréport > Rouen)
- 1958 (Saint Raphael, una vittoria)

2ª tappa Tour de l'Ouest
- 1959 (Saint Raphael, due vittorie)

6ª tappa Parigi-Nizza-Roma (Manosque > Nizza)
8ª tappa Parigi-Nizza-Roma (Ventimiglia > Chiavari)
2ª tappa Tour de l'Ouest
Poly Bretonne
Ronde des Grimpeurs à Bubry
- 1960 (Rapha, quattro vittorie)

Parigi-Bruxelles
Circuit du Port de Dunkerque
3ª tappa Deutschland Tour (Brackwede > Gießen)
2ª tappa Bicicletta Basca
- 1963 (Saint Raphael, una vittoria)

1ª tappa Critérium du Dauphiné Libére (Évian-les-Bains > Annemasse)
3ª tappa Vuelta a Levante
- 1965 (Ford France, una vittoria)

Parigi-Camembert

### Altri successi
- 1957 (Saint Raphael, cinque vittorie)

Circuit du Pévèle
Criterium di Aniche
Criterium di Watten
Criterium di Goegnies-la-Chaussée
Criterium di Boulogne-sur-Mer
- 1958 (Saint Raphael, una vittoria)

Criterium di Saint-Nazaire
- 1964 (Ford France, una vittoria)

Classifica a punti Quatre Jours de Dunkerque

## Piazzamenti

### Grandi Giri
- Giro d'Italia

1958: 55º
1965: 36º
1966: 68º
- Tour de France

1959: ritirato (alla 13ª tappa)
1960: 32º
1961: 68º
1962: 56º
1963: 64º
1964: 63º
1965: ritirato (alla 10ª tappa)
1966: fuori tempo massimo (alla 16ª tappa)
- Vuelta a España

1959: 4º

### Classiche monumento
- Milano-Sanremo

1961: 38º
- Giro delle Fiandre

1959: 30º
1961: 22º
1964: 44º
- Parigi-Roubaix

1959: 55º
1961: 65º
1964: 21º
- Liegi-Bastogne-Liegi

1958: 18º
1960: 2º
- Giro di Lombardia

1959: 104º